# Karl Hörmann (Mediziner)

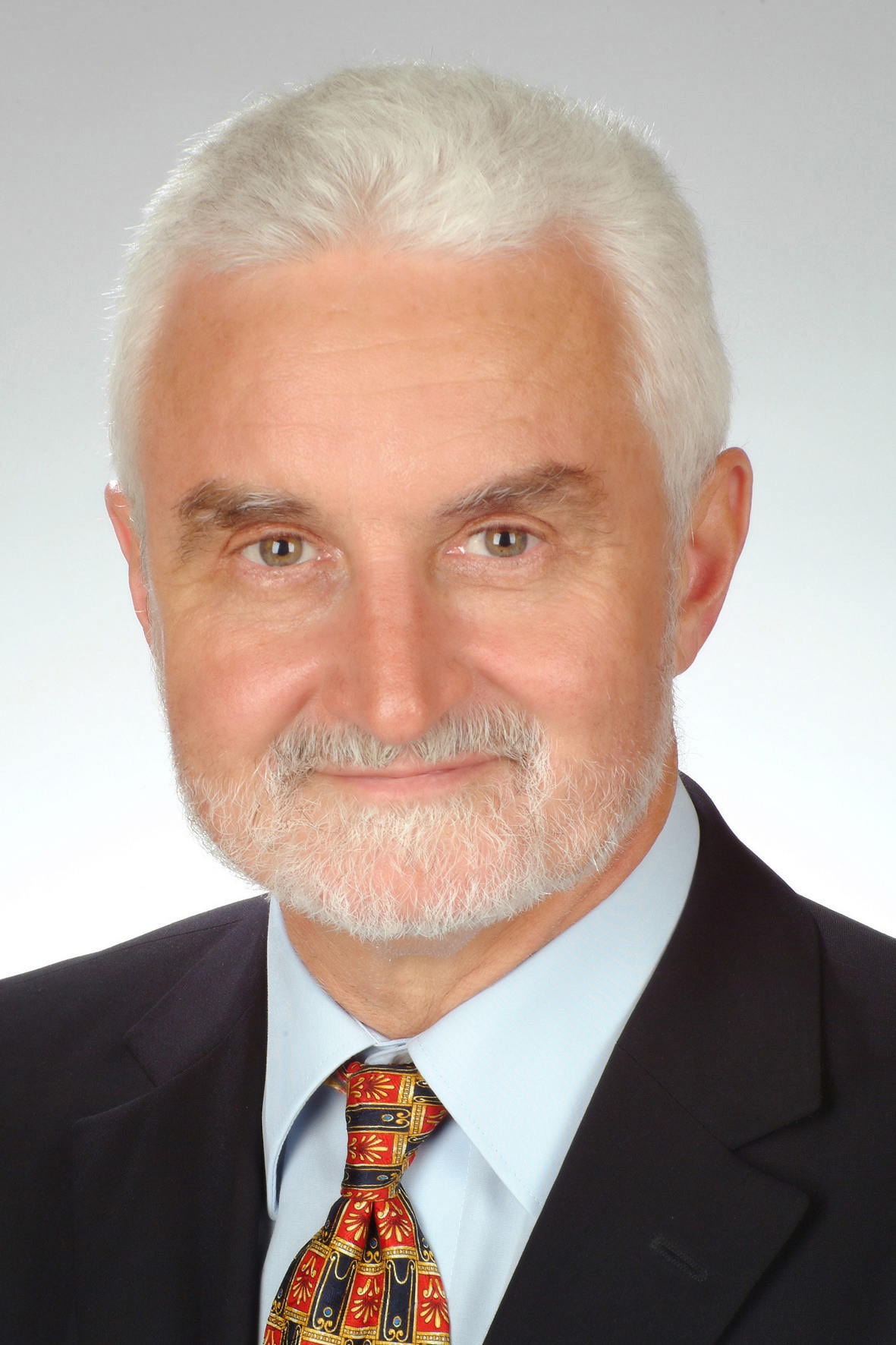
Karl Hörmann (2017)

Karl Hörmann (* 17. November 1948 in Dillingen an der Donau) ist ein deutscher Mediziner, HNO-Arzt und Hochschullehrer.

## Leben
Karl Hörmann legte nach dem Medizinstudium an den Universitäten München, Wien und Kiel 1974 das deutsche und US-amerikanische Staatsexamen ab und promovierte 1974 an der Ludwig-Maximilians-Universität (LMU) München. Am Universitätsklinikum Hamburg-Eppendorf (UKE) erhielt er 1982 die Anerkennung als Facharzt für Hals-, Nasen- und Ohrenkrankheiten, wurde dort Oberarzt und habilitierte 1985 über „Mittelohrergüsse, Pathogenese und Pathophysiologie“. 1987 wurde er kommissarischer Direktor der HNO-Klinik der Medizinischen Universität Lübeck  und 1989 Chefarzt der HNO-Klinik des Klinikums der Universitätsstadt Kaiserslautern. 1993 folgte er dem Ruf auf den Lehrstuhl für HNO-Heilkunde an der Fakultät für Klinische Medizin Mannheim der Ruprecht-Karls-Universität Heidelberg als Direktor der Universitäts-HNO-Klinik der Universitätsmedizin Mannheim. Im September 2017 gab er den Lehrstuhl und die Leitung der Klinik ab.
Seit 1. April 2021 ist Hörmann Ärztlicher Direktor des Heilig Geist Hospitals in Bensheim. Dort initiierte er die neue HNO-Abteilung und übernahm die Leitung des neuen Schlaflabors.

## Leistungen und Wirken
Von 1999 bis 2013 war Hörmann zum Prodekan und Stellvertreter des Dekans der Medizinischen Fakultät Mannheim der Ruprechts-Karls-Universität Heidelberg gewählt. In diese Zeit fielen zweimalige erfolgreiche Bewertungen durch den Wissenschaftsrat und der Ausbau zur Vollfakultät verbunden mit der Einführung des Reformstudiengangs MARECUM (Mannheimer Reformcurriculum). Von 2003 bis 2017 stand er als Präsident der Deutschen HNO-Akademie, vor. 2004 bis 2007 war er als Fachkollegiat in das Fachkollegium FK 206  (Klinische Neurowissenschaften) der Deutschen Forschungsgemeinschaft (FG) gewählt. Während seiner Zeit als Präsident der ORL Section & Board der UEMS(Union of European Medical Specialists) von 2009 bis 2013 etablierte er die European Board Examination of ORLHNS (EBEORLHNS). 2006 war Hörmann Präsident der Deutschen Gesellschaft für HNO-Heilkunde, Kopf- und Hals-Chirurgie, 2008 der Deutschen Gesellschaft für Endoskopie und bildgebende Verfahren (DGE-BV), 2009 des First Meeting of the European Academy of ORLHNS 2012 Kopräsident der Deutschen Gesellschaft für Schlafforschung und Schlafmedizin (DGSM) jeweils in Mannheim. Er ist seit 2015 Präsident der Deutschen Interdisziplinären Gesellschaft für Dysphagie (DGD)  und seit 2005 der EASM(European Academy of Sleep Medicine). Seit 2007 ist er inzwischen zweimal wiederberufen als Mitglied des Wissenschaftlichen Beirats der Bundesärztekammer.
Seit 2020 ist er Chair of the IAB (International Advisory Board) der American Academy of Otorhinolaryngology, Head and Neck Surgery.
Seine Schwerpunkte sind neben der Schlafmedizin die multimodale Therapie von Kopf-Hals-Tumoren, Cochlea Implantationen und die plastische Chirurgie.

## Ehrungen
Hörmann ist Ehrenmitglied der Deutschen-, Tschechischen-, Österreichischen-, Estnischen-, Polnischen-, Spanischen-, Königlich-Belgischen-, Rumänischen HNO-Gesellschaft, der Japan-Broncho-Esophogeal Society, des Deutschen Berufsverbands der HNO-Ärzte.
2011 wurde er in San Francisco, USA, mit der Eugene N. Myers International Lecture und 2012 als Professor von der Royal Society of Medicine London, UK, geehrt.

## Auszeichnungen
- 1986 Dr.-Martini-Preis[15]
- 2000 Fellow der American Head and Neck Society (AHNS)[15]
- 2004 Honours Award of the American Academy of ORLHNS[15]
- 2010 Distinguished Service Award American Academy of ORLHNS[15]
- 2010 Verdienstmedaille der Deutschen Gesellschaft für Hals-Nasen-Ohren-Heilkunde, Kopf und Hals-Chirurgie e.V[16]
- 2015 Carl-Axel-Hamberger-Prize[17] for outstanding contributions in Head and Neck Surgery of the Swedish Society of ORL-HNS

## Schriften
- Surgery for Sleep-Disordered Breathing. Springer, Berlin 2010, ISBN 978-3-540-77785-4.
- Mittelohrergüsse, Pathogenese und Pathophysiologie. Thieme, Stuttgart / New York 1986, ISBN 3-13-698501-X.